# St. Maria Magdalena (Hollenbach)

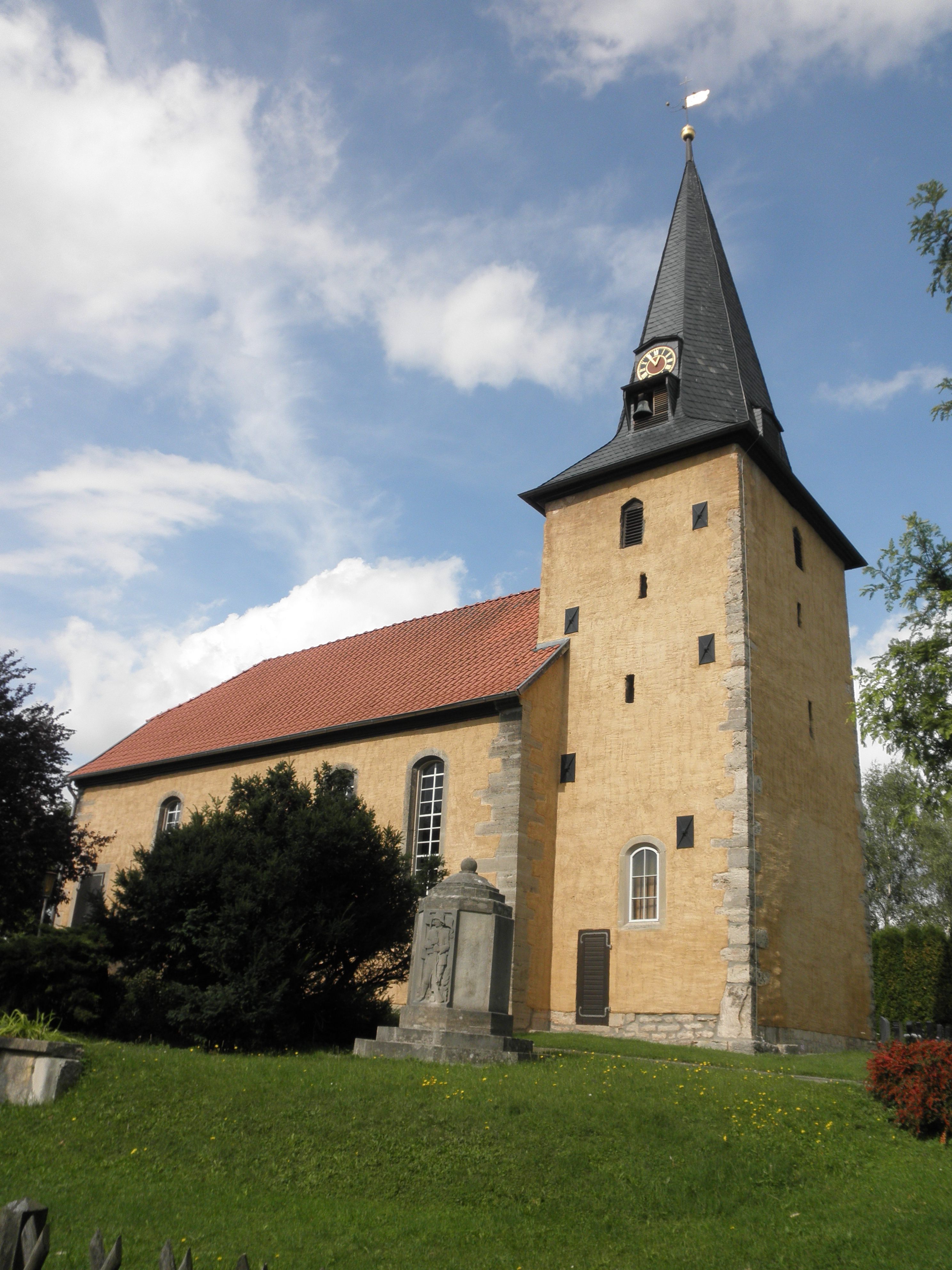
Hollenbach, St. Maria Magdalena

Die evangelisch-lutherische Kirche St.  Maria Magdalena steht in Hollenbach, einem Ortsteil der Stadt Mühlhausen/Thüringen im Unstrut-Hainich-Kreis in Thüringen. Die Kirchengemeinde Hollenbach gehört zum Pfarrbereich Horsmar im Kirchenkreis Mühlhausen der Evangelischen Kirche in Mitteldeutschland.

## Beschreibung
Es gab bereits einen romanischen Vorgängerbau. Die heutige rechteckige Saalkirche mit eingezogenem, querrechteckigen Chorturm ist allerdings von 1724 bis 1731 unter Beibehaltung eines gotischen Kirchturmes ohne die ehemalige Apsis errichtet worden. Der Turm hat drei Geschosse und hat auf dem Stumpf eines überstehenden Pyramidendaches ein spitzes Zeltdach. Bei der Renovierung des Innenraums um 1880 ist der Chor neu gestaltet worden. Das Kirchenschiff ist mit einem bemalten hölzernen Tonnengewölbe überspannt. Das Bild in der Mitte von H. C. Kirchhoff stellt die Heilige Dreifaltigkeit dar, umgeben von den Evangelisten und Engeln. Es wurde 1771, 1889 bzw. 1972 stark überarbeitet. Die Empore stammt aus der Bauzeit und hat Rokoko-Ornamente. Die  Felder der Brüstungen sind mit Szenen aus dem Leben Jesu bemalt, 1890 geschaffen von Luis Müller aus Hollenbach. Das spätgotische Taufbecken ist mit reichem Blendmaßwerk verziert. Die aus der ersten Hälfte des 17. Jahrhunderts stammende Kanzel hat gewundene Säulen und Schnitzfiguren von Christus und den Evangelisten. Sie wurde 1968/69 stark überarbeitet. Ferner gehört eine Statue der Heiligen Barbara, entstanden um 1500, zur Kirchenausstattung.
Die Orgel mit 13 Registern, verteilt auf 2 Manuale und Pedal, wurde 1889 von Friedrich Erdmann Petersilie gebaut und 1935 von Hornschuh umgebaut, umfassend 1967–72.
Die drei Glocken im Turm wurden 1927, 1978 und 1979 gegossen.